# Antoszówka
Antoszówka – nieistniejąca obecnie kolonia w Polsce położona w województwie świętokrzyskim, w powiecie staszowskim, w gminie Połaniec. Obecnie w 10% zajęta jest pod obiekty przemysłowe odpopielania Enea Elektrownia Połaniec.
W latach 1975–1998 miejscowość administracyjnie należała do województwa tarnobrzeskiego.
W latach 1867–1954 w granicach administracyjnych gminy Tursko (natenczas była małą kolonią Antoszówka); a w granicach obecnej gminy Połaniec dopiero od 1 stycznia 1973 roku po reaktywacji gmin w miejsce gromad. Poddana likwidacji, z dwóch powodów: po pierwsze naturalnego wyludnienia (wymarcia części jej ówczesnych mieszkańców, jak i przeniesienia się w inne miejsce pozostałych osób), a po drugie w 1978 roku zajęto część jej areału po budowę pobliskiego zakładu przemysłowego.

## Dawne części wsi – obiekty fizjograficzne
W latach 70. XX wieku przyporządkowano i opracowano spis lokalnych części integralnych dla Luszycy, wówczas to Antoszówka stanowiła jej integralną część zawarty w tabeli 1.

| Nazwa wsi – miasta  | Nazwy części wsi – miasta | Nazwy obiektów fizjograficznych – charakter obiektu                                   |
| ------------------- | ------------------------- | ------------------------------------------------------------------------------------- |
| I. Gromada POŁANIEC |                           |                                                                                       |
| 1. Luszyca          | 1. Antoszówka             | 1. Antoszówka — pole 2. Kopaliny — łąka, las, bagno 3. Michlowe Krzaki — krzaki, pole |

## Historia
Wieś wymieniana w Słowniku geograficznym Królestwa Polskiego i innych krajów słowiańskich pod koniec XIX wieku.
Antoszówka w 1867 roku wchodziły w skład gminy Tursko, z urzędem gminy w Strużkach. Sądem okręgowym dla gminy był IV Sąd Okręgowy w Staszowie (tam też była stacya pocztowa). Gmina miała 8 781 mórg rozległości ogółem (w tym 5 083 mórg włościańskich) i 4 613 mieszkańców (w tym 1,4% pochodzenia żydowskiego, tj. 63 żydów). W skład gminy wchodziły jeszcze: Dąbrowa, Luszyca, Matyaszów, Nakol, Niekrasów, Niekurza, Okrągła, Ossala, Rudniki, Szwagrów, Strużki, Sworoń, Trzcianka, Tursko Małe, Tursko Wielkie, Tursko Wola, Zaduska Kępa i Zawada.
W 1895 roku ówczesna parafia Połaniec należała do ówczesnego dekanatu sandomierskiego i liczyła wówczas 5 514 dusz.

## Demografia
Według spisu powszechnego z 30 września 1921 r. po przywróceniu państwa polskiego po I wojnie światowej kolonię Antoszówka zamieszkiwały 4 osoby narodowości polskiej, wyznania rzymskokatolickiego, w tym: 2 kobiety i 2 mężczyzn.

## Literatura
1. Kaczmarek Leon (red. nauk. zeszytu), Taszycki Witold (red. nauk. wyd.): Urzędowe Nazwy miejscowości i obiektów fizjograficznych. 33. Powiat staszowski województwo kieleckie. Komisja ustalania nazw miejscowości i obiektów fizjograficznych (do użytku służbowego). Z: 33. Warszawa: Urząd Rady Ministrów. Biuro do Spraw Prezydiów Rad Narodowych, 1970. Brak numerów stron w książce